# 周平王东迁
周平王東遷是發生於東周初年的歷史事件，發生於公元前770年1月11日。周平王遷都之後的周朝被歷史學家稱為東周，而周武王立國至周幽王被殺的時期則稱為西周，亦是周朝國勢的轉捩點, 从镐京（今陕西西安）迁都至洛邑（今河南洛阳）

## 發生原因
周幽王八年（西元前774）與褒姒生伯服，立爲太子，周幽王與伯服放逐周平王宜臼，宜臼投奔母家申侯。幽王出兵攻打申侯，申侯引犬戎兵，幽王與伯盤被殺死。諸侯在虢立幽王之弟余臣爲攜惠王。西元前750年晉文侯攻入虢殺死攜惠王。。與此同時，申侯、魯侯、許文公在申立平王爲天王，至攜惠王被殺前，21年中二王並立。攜惠王被殺後9年宗周沒有正統上的王，諸侯逐漸不再朝覲。三年之後（西元前738年）晉文侯東遷平王於成周（雒邑）現今為洛陽市。

## 後續
因為平王是由申侯擁立的，有弒父奪位之嫌，得不到諸侯的尊重，周天子的地位一落千丈，徒有天下共主的空名，喪失實際約束諸侯的能力，諸侯勢力不斷坐大。且周天子無力自保和抗拒外族入侵，反須依賴諸侯國保護，導致出現“諸侯彊併弱，齊、楚、秦、晉始大”，最終形成春秋時期群雄爭霸的局面。

## 东迁年份证明
《史记》《左传》等古籍对该事件的时间、天象有明确记载。
《左传》记载：“周郑相会于酆，癸亥，王入于成周。”癸亥是六十甲子纪日法中的一天。
现代天文学和历法考证已将这一天换算为公元前770年1月11日。
古代还记有相关日食记录，与现代天文计算完全吻合，因而能校准精确日期。